# Pyrus pyraster
Pyrus pyraster là loài thực vật có hoa trong họ Hoa hồng. Loài này được (L.) Du Roi miêu tả khoa học đầu tiên.

## Hình ảnh

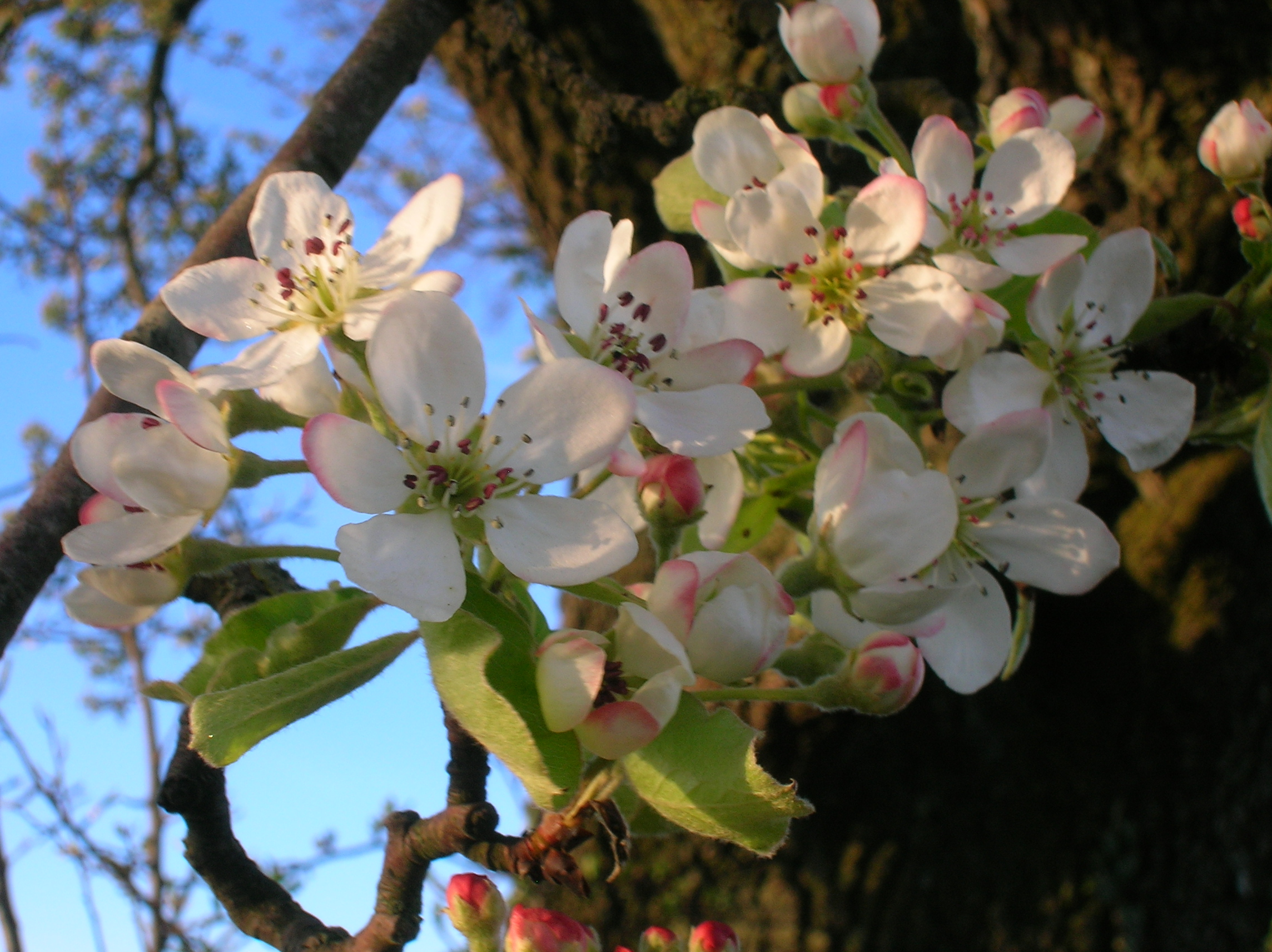
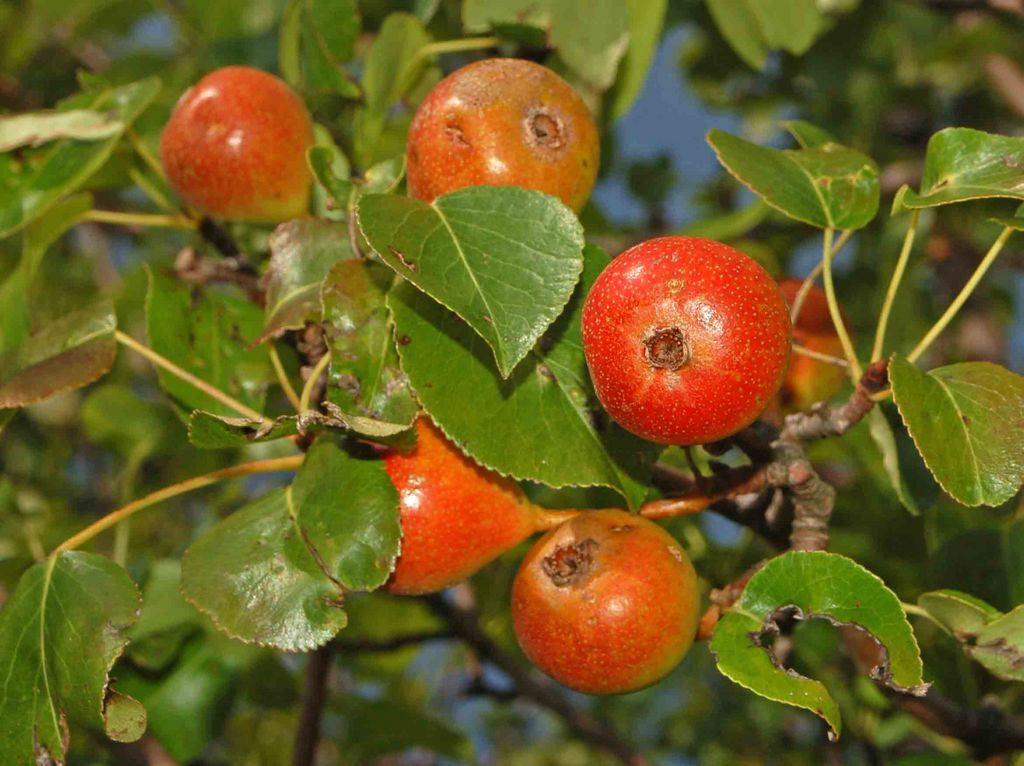
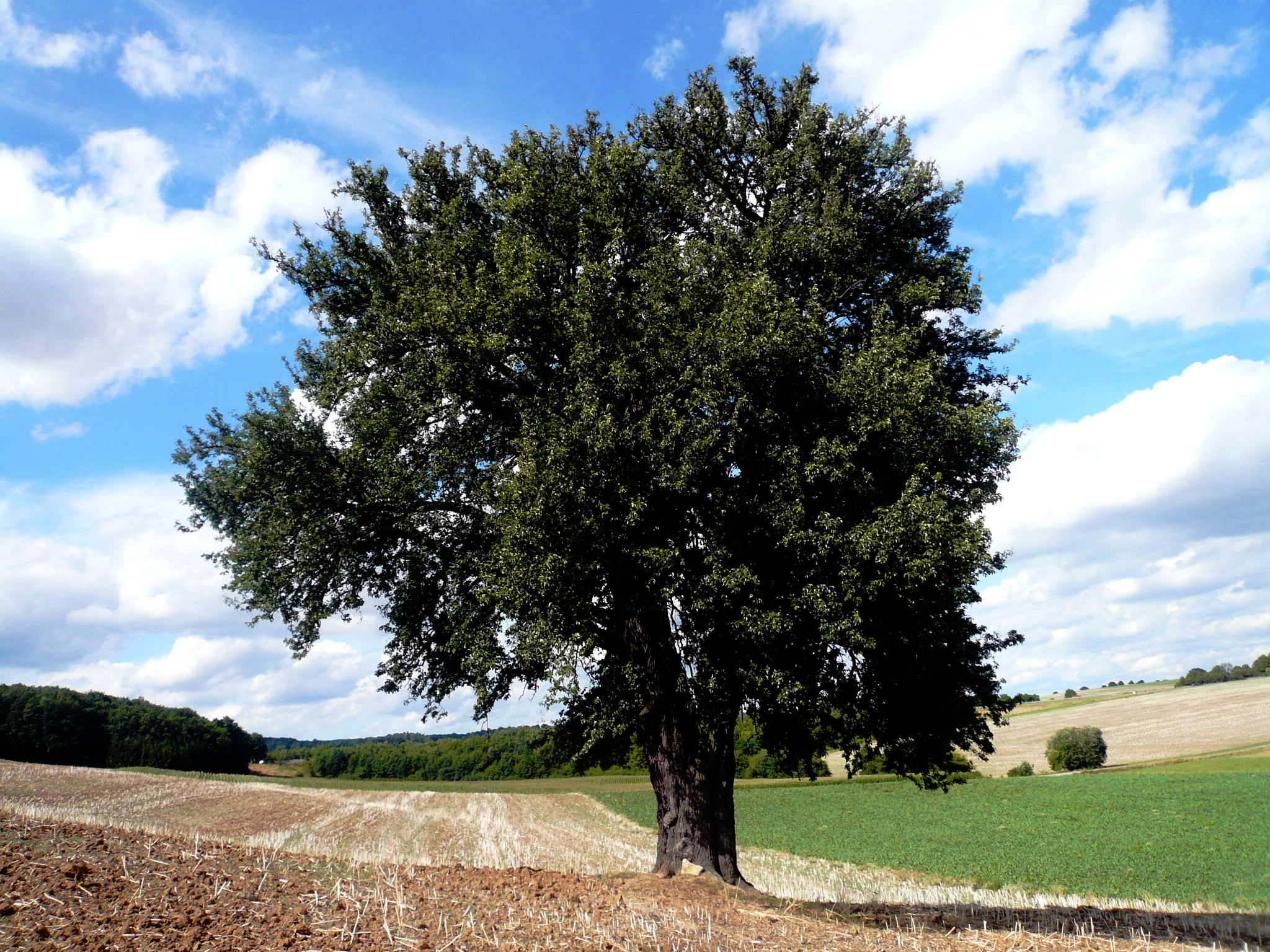
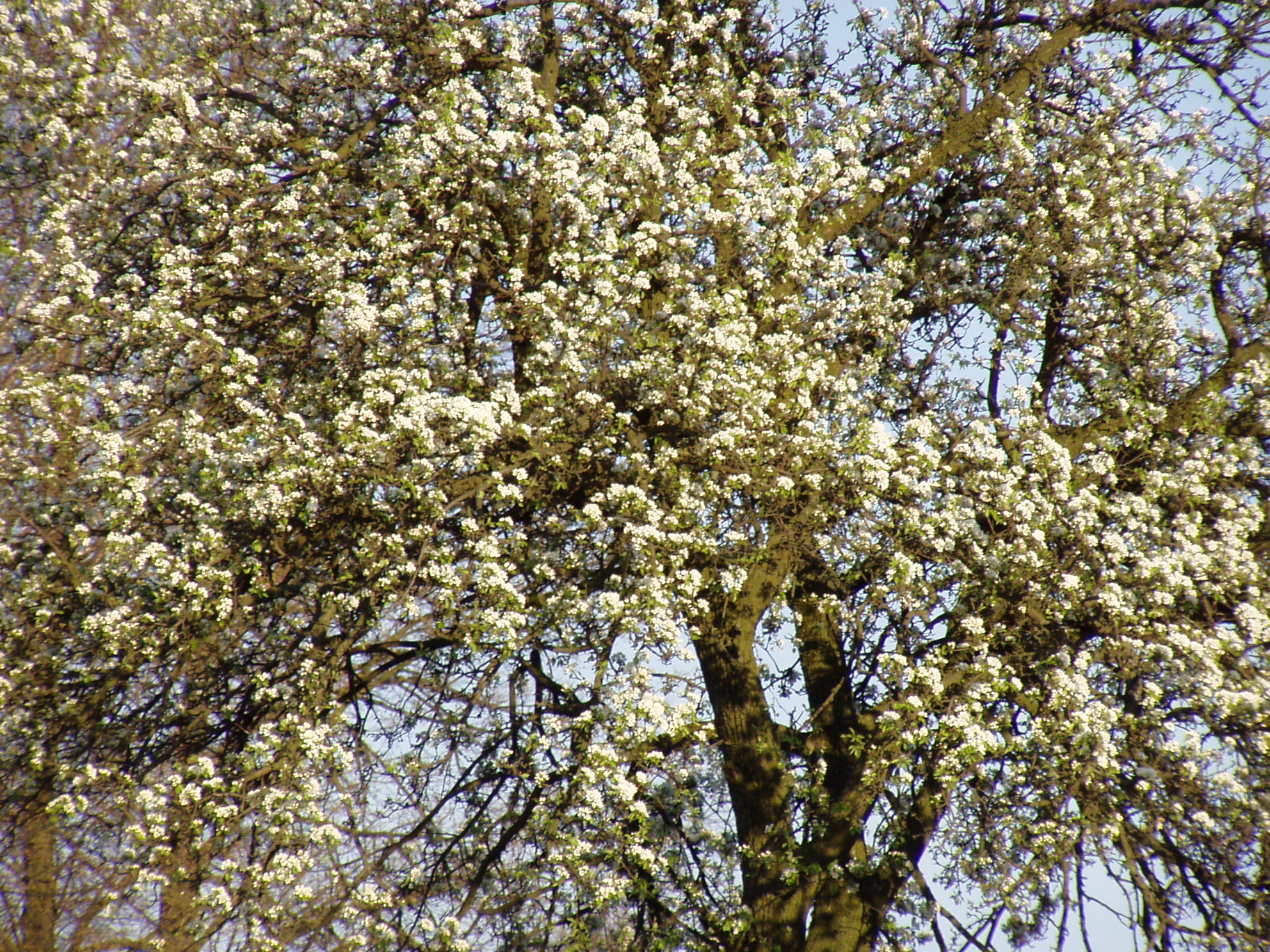